# Campodorus mediosanguineus
Campodorus mediosanguineus là một loài tò vò trong họ Ichneumonidae.